# شيرينك
شيرينك (بالفارسية: شیرینک) هي قرية تقع في قسم ليراوي الجنوبي الريفي (مقاطعة ديلم) في إيران. يقدر عدد سكانها بـ 113 نسمة بحسب إحصاء 2016.